# هجرة الروس بعد الغزو الروسي لأوكرانيا
ازداد عدد المهاجرين الروس بعد غزو أوكرانيا في عام 2022. بلغ عدد المهاجرين من روسيا في منتصف شهر مارس عام 2022 حوالي 300 ألف شخص، ثم ارتفع ليصل إلى 500 ألف بحلول نهاية أغسطس 2022، وأكثر من 800 ألف بحلول سبتمبر 2022. هاجر معظمهم كلاجئين سياسيين ومهاجرين اقتصاديين، هربًا من الملاحقة الجنائية. لم يكن الخوف من التجنيد السبب الوحيد للهجرة، إذ عبر المهاجرون عن أسباب مختلفة مثل معارضتهم العملية العسكرية، ورفض وحشية الحرب وعدم اقتناعهم بجدواها، والتعاطف مع أوكرانيا، ومعارضة الأسباب السياسية للحرب مع أوكرانيا، ورفض القتل، وعدم ملائمة روسيا للعيش مع عائلاتهم.

## أسباب النزوح

### الموجة الأولى
يمكن تمييز ثلاث موجات للنزوح الروسي. كانت الموجة الأولى فور غزو بوتين لأوكرانيا، هرب فيها الصحفيون والسياسيون والعاملون في مجال التكنولوجيا. تشمل أسباب الموجة الأولى للهجرة من روسيا، التهرب من الملاحقة الجنائية، والتمتع بحرية التعبير فيما يتعلق بالغزو. فرض بوتين أحكامًا بالسجن لمدة 15 عامًا في مارس2022، وأصدر اتهامات بنشر أخبار كاذبة حول العمليات العسكرية الروسية. اتُهم أكثر من 2000 شخص بحلول مايو2022، كانت الاتهامات بموجب القوانين التي تحظر تداول المعلومات المزيفة عن الجيش. صرحت نينا بيلييفا، نائبة الحزب الشيوعي في الجمعية التشريعية لأوبلاست في فورونيج، بأنها هربت من روسيا بعد تلقيها العديد من التهديدات بالملاحقة الجنائية والسجن. بقيت الممثلة الروسية شولبان خاماتوفا في المنفى في لاتفيا بعد أن وقعت على عريضة ضد الحرب في أوكرانيا. غادرت راقصة الباليه أولغا سميرنوفا روسيا وتابعت مسيرتها المهنية في هولندا احتجاجًا على الحرب. توجب على معظم العاملين في مجال التكنولوجيا مغادرة روسيا كشرط للتوظيف. هرب ما يقرب من 50 ألف إلى 70 ألف عامل في مجال تكنولوجيا المعلومات في الشهر الأول من الغزو. وصلت موجة الهجرة هذه إلى مشاهير الإنترنت، كان من بينهم أسطورة البوب آلا بوجاتشيفا، والممثل الكوميدي مكسيم جالكين، والصحفي التلفزيوني ألكسندر نيفزوروف، والدبلوماسي بوريس بونداريف، والسياسي والاقتصادي أناتولي تشوبايس، ورجل الأعمال أوليغ تينكوف ومغني الراب اوكسي ميرون.

### الموجة الثانية
اتضحت معالم الموجة الثانية بحلول يوليو 2022، وتألفت بشكل عام من أفراد الطبقة المتوسطة والعليا الذين احتاجوا وقتًا أطول للاستعداد للهجرة، مثل رجال الأعمال والأهالي الذين اضطروا إلى انتظار نهاية العام الدراسي لأبنائهم.
من المتوقع أن يغادر روسيا حوالي 15 ألف مليونير في عام 2022.

### الموجة الثالثة
بدأت موجة ثالثة من الهجرة الروسية عقب إعلان الرئيس بوتين عن التعبئة الجزئية في 21 سبتمبر، قدر عدد المهاجرين الذكور بمئات الآلاف. هرب 98000 روسي إلى كازاخستان خلال الأسبوع الأول بعد الإعلان. دخل أكثر من 8500 روسي فنلندا عبر الحدود البرية في 24 سبتمبر، بزيادة 62٪ عن اليوم السابق، بينما غادر ما يقرب من 4200 روسي فنلندا إلى روسيا في نفس اليوم. امتدت طوابير السيارات الروسية لأكثر من 30 كيلومترًا على الحدود مع جورجيا في 25 سبتمبر. اكتظت نقاط التفتيش على الحدود مع منطقتي كوستناي وكازاخستان الغربية، وأظهرت التسجيلات طوابير السيارات التي تمتد على مد البصر في الانتظار لمغادرة روسيا.
غادر الأراضي الروسية ما يقارب 300 ألف مواطن روسي قبل 27 سبتمبر، وارتفع هذا العدد إلى 370 ألفًا بحلول 4 أكتوبر. قصد الكثيرون منهم كازاخستان، وصربيا، وتركيا، والإمارات، وجورجيا، وفنلندا.
وقع بوتين مرسومًا ينص على أحكام بالسجن تصل إلى 15 عامًا لأعمال الحرب، بما في ذلك الاستسلام الطوعي والهجرة أثناء التعبئة أو الحرب.

## الوجهات
كانت تركيا أحد أكثر الوجهات التي اختارها المواطنين الروس، وسعى أكثر من 100 ألف روسي للحصول على الإقامة، استخدم معظمهم الخطوط الجوية التركية إلى أنطاليا. استقبلت جورجيا وأرمينيا أعدادًا كبيرة. هرب ما يقدر بنحو 100 ألف روسي إلى جورجيا، و5000 إلى أرمينيا بحلول أوائل أبريل.
تشمل الوجهات الرئيسية الأخرى أذربيجان، والإمارات العربية المتحدة، واليونان، وبلغاريا وصربيا، وكازاخستان، وقيرغيزستان، وأوزبكستان، وطاجيكستان، ومنغوليا، وقبرص، ودول أمريكا اللاتينية، ودول البلطيق، والولايات المتحدة. انتقل ما يقدر بـ 30 ألف إلى 50 ألف روسي إلى صربيا في عام 2022.
أغلقت معظم الدول الأوروبية مجالها الجوي أمام الرحلات الجوية الروسية بعد الغزو الروسي لأوكرانيا، اضطر الروس إلى الالتفاف عبر جبال القوقاز أو البحث عن طرق برية لمغادرة البلاد. علقت شركة السكك الحديدية الفنلندية خط السكة الحديدية عالي السرعة بين سانت بطرسبرغ وهلسنكي في 25 مارس، ما أدى إلى إغلاق آخر طريق مباشر للقطارات بين روسيا والاتحاد الأوروبي. كان الطريق سابقًا ممرًا مهمًا للخروج من روسيا بالنسبة للمواطنين الروس وخاصةً لأصحاب الأعمال والإقامات في فنلندا، طالبت الحكومة الروسية من العابرين الحصول على تأشيرة صالحة وشهادة لقاح كوفيد-19 المعترف بها من الاتحاد الأوروبي.
علقت عدة دول في الاتحاد الأوروبي، مثل لاتفيا وجمهورية التشيك، منح التأشيرات للمواطنين الروس، وازدادت صعوبة الخروج من روسيا. منحت بعض الدول الإقامة المؤقتة بدون التأشيرة؛ سمحت تركيا للمواطنين الروس الذين ليس لديهم تأشيرات بالبقاء لمدة تصل إلى شهرين. أعلنت فنلندا وبولندا ودول البلطيق في لاتفيا وليتوانيا وإستونيا أنها لن تستقبل الروس الهاربين من التعبئة. قدمت ألمانيا اللجوء للمعارضين والمجندين الروس الذين لم يرغبوا في خوض الحرب مع أوكرانيا.

## الصعوبات التي واجهها المهاجرون
دخل العديد من المهاجرين السياسيين الاتحاد الأوروبي بتأشيرات شنغن، وتحول معظمهم إلى مهاجرين غير شرعيين بعد 90 يومًا من هجرتهم، ولم يقدموا طلبات لجوء لأنها تحد من ممارسة نشاطهم السياسي كصحفيين وناشطين في مجال حقوق الإنسان. واجه العديد من المعارضين الروس وممثلي المجتمع المدني صعوبات في الحصول على تأشيرات شنغن سواء أثناء تواجدهم في روسيا أو بعد هجرتهم إلى دول أخرى غير آمنة (مثل بلدان رابطة الدول المستقلة). تحركت منظمة العفو الدولية في هذا الصدد في 25 مايو 2022، وشجعت مجلس الوزراء الألماني على توسيع برنامج القبول الإنساني للروس المضطهدين من قبل نظام بوتين. يشمل هذا البرنامج إصدار التأشيرات الإنسانية ومنح الإقامة المؤقتة وتصاريح العمل.

## التأثير
كان معظم المهاجرين الروس من فئة الشباب والمهنيين والمتعلمين، حذر خبراء الاقتصاد من ازدياد هجرة الأدمغة الروسية. غادر روسيا أكثر من 50 ألف متخصص روسي في مجال تكنولوجيا المعلومات.

## ردود الفعل

### إسرائيل
توقعت إسرائيل وفود معظم اللاجئين اليهود من أوكرانيا، لكنها شهدت وصول الكثير من اللاجئين من روسيا. خففت إسرائيل من تطبيق قانون العودة على المهاجرين الأوكرانيين، إلا أنها لم تعتمد هذا الإجراء مع المهاجرين الروس، الذين حصلوا على تأشيرات سياحية أثناء إجراءات طلب الجنسية.

### روسيا
وجه الرئيس فلاديمير بوتين تحذيرًا إلى الخائنين الروس في 16 مارس، مدعيًا أن الغرب يسعى إلى استخدامهم كطابور خامس، وأن الروس قادرون دائمًا على تمييز الوطنيين الحقيقيين عن الحثالة والخونة.

### كازاخستان
صرح الرئيس الكازاخستاني قاسم جومارت توكاييف عن رغبة كازاخستان بمساعدة الروس الهاربين الذين أجبروا على المغادرة بسبب صعوبة الوضع الحالي في روسيا.

### الولايات المتحدة
تلقت الولايات المتحدة طلبات لجوء روسية منذ بداية الغزو، وحذرت من تزايد حالات الدخول غير الشرعي للدخول.
صرحت السكرتيرة الصحفية للبيت الأبيض كارين جان بيير في 27 سبتمبر2022، وشجعت الرجال الروس على الفرار من روسيا وتقديمهم طلب لجوء في الولايات المتحدة.

### أوكرانيا
دعا الرئيس الأوكراني فولوديمير زيلينسكي الروس إلى الهجرة من روسيا، لكي لا تساهم ضرائبهم بتمويل الحرب في أوكرانيا.